# Marmalade Boy
Marmalade Boy (japanisch ママレード・ボーイ, Mamarēdo Bōi) ist eine Manga-Serie der japanischen Zeichnerin Wataru Yoshizumi aus den Jahren 1992 bis 1995. Sie wurde als Anime-Fernsehserie, Film, Buchreihe und Videospiel adaptiert und in mehrere Sprachen übersetzt. Das Werk ist in die Genres Shōjo, Drama, Romantik und Comedy einzuordnen.

## Inhalt
Die Eltern der Oberschülerin Miki Koishikawa (小石川 光希) treffen im Urlaub auf Hawaii die Familie Matsuura. Sie verlieben sich in den Partner des jeweils anderen und so beschließen die Koishikawas und Matsuuras, sich scheiden und zu lassen und die Partner zu tauschen, dabei aber alle zusammen in ein großes Haus zu ziehen. Miki ist darüber entsetzt, ihr neuer Stiefbruder Yū Matsuura (松浦 遊) dagegen nimmt es gelassen. Er geht nun auch in Mikis Klasse und ist wegen seines guten Aussehens und Benehmens bei den Mädchen beliebt. Miki aber ärgert er immer wieder, sodass sie ihn schließlich mit Orangenmarmelade vergleicht, die wie er oberflächlich süß ist, aber bittere Stückchen enthält.
Auch ihre gute Freundin Meiko Akizuki (秋月 茗子) und guter Freund und Tennis-Partner Ginta Suō (須王 銀太) können Miki kaum helfen. Als sie schließlich besser mit Yū klarkommt und sich langsam in ihn verliebt, wird Ginta eifersüchtig, denn er ist schon lange heimlich in Miki verliebt. Gemeinsam mit Arimi Suzuki (鈴木 亜梨実), die Exfreundin von Yū, die ihn wieder für sich haben will, versucht er die beiden auseinanderzubringen. Dafür geben sie eine Beziehung miteinander vor und verlieben sich dann tatsächlich ineinander. Neben den beiden Paaren haben auch Meiko und weitere Schüler, wie der Schülersprecher Satoshi Miwa (三輪 悟史), mit allerlei Liebesproblemen zu kämpfen.

## Veröffentlichung
Der Manga erschien erstmals von Ausgabe 5/1992 bis 10/1995 in Einzelkapiteln im Magazin Ribon des Verlags Shūeisha. Eine zweite Veröffentlichung geschah in Form von acht Sammelbänden. Auf Deutsch erschienen alle Bände der Serie erstmals von Mai 2003 bis Januar 2005 bei Egmont Manga und Anime. Eine zweite Auflage erscheint als Perfect Edition von Februar 2013 bis Juni 2014 bei Tokyopop. Die Übersetzung stammt von Antje Bockel. Tokyopop brachte den Manga bereits auf Englisch heraus. Glénat veröffentlichte eine französische und eine niederländische Übersetzung, Planeta DeAgostini und Grupo Editorial Vid spanische sowie Planet Manga eine italienische und eine portugiesische Fassung. Bei Sharp Point Press erschien die Serie in Taiwan.
Eine Fortsetzung von der gleichen Autorin erschien von März 2013 bis September 2018 im Magazin Cocohana bei Shūeisha. Marmalade Boy Little erschien später auch in sieben Sammelbänden. Auf Deutsch erscheint der Ableger seit Juli 2024 bei Tokyopop in bisher fünf Bänden (Stand Juli 2025). Die Fortsetzung erscheint auf Italienisch bei Planet Manga und auf Spanisch bei Planeta DeAgostini Comics.

## Adaptionen

### Anime-Fernsehserie
1994 produzierte das Studio Toei Animation unter der Regie von Akinori Yabe eine 76-teilige Anime-Adaption des Mangas. Das Seriendrehbuch stammt von Aya Matsui, die Episodendrehbücher von ihr, Genki Yoshimura, Masashi Noro und Yumi Kageyama, während Yoshihiko Umakoshi für das Charakterdesign und Kunihiro Chida für die künstlerische Leitung zuständig war. Da die Adaption bald der Handlung der Vorlage voraus war, wurden neue Figuren eingeführt und die Handlung gestreckt.
Die Erstausstrahlung fand vom 31. März 1994 bis zum 3. September 1995 bei ABC statt. Eine englische Übersetzung wurde vom Sender Anime Selects gezeigt, eine spanische mehrfach in Spanien und Chile ausgestrahlt. Auch in Italien und auf den Philippinen wurde der Anime gezeigt.

#### Synchronsprecher
| Rolle            | Japanische Stimme |
| ---------------- | ----------------- |
| Ginta Suō        | Jun’ichi Kanemaru |
| Arimi Suzuki     | Aya Hisakawa      |
| Miki Koishikawa  | Mariko Kōda       |
| Yū Matsuura      | Ryōtarō Okiayu    |
| Satoshi Miwa     | Shin’ichirō Ōta   |
| Shin’ichi Namura | Tōru Furuya       |
| Meiko Akizuki    | Wakana Yamazaki   |

#### Musik
Die Musik der Serie wurde komponiert von Keiichi Oku. Das Vorspannlied Egao ni Aitai (笑顔に会いたい) stammt von Rie Hamada und für die Abspanne wurden die Titel Suteki na Serenade (素敵な小夜曲, ~ Serenāde) von Miho Fujiwara, Kareha Iro no Crescendo (枯れ葉色のクレッシェンド, ~ Kuresshendo) von Yasuhiro Mizushima und Yoake no Etude (夜明けのエチュード, ~ Echūdo) von Yoko Ichikawa verwendet. Während der Folgen werden die Lieder Moment und Saigo no Yakusoku (最後の約束) von Mariko Kōda eingespielt.

### Videospiel
Bandai brachte 1995 eine Adaption des Mangas als Ren’ai-Simulation für Game Boy und Super Famicom heraus.

### Bücher
Eine von Yumi Kageyama geschriebene Fassung von Marmalade Boy als Light Novel erschien von Juli 1994 bis März 1996 im Magazin Cobalt Bunko. Wataru Yoshizumi trug die Illustrationen bei. Außerdem wurden zum Manga zwei Artbooks und ein Ausmalbuch veröffentlicht. Marmalade Boy: Koi no Style Book entstand als Begleitmaterial zur Animeserie, enthält viele Szenen aus dem Anime, Vorskizzen und Erläuterungstexte. In Marmalade Boy: Yoshizumi Wataru Illust-shū sind Illustrationen und Skizzen zum Manga enthalten sowie einige Bilder zu anderen Serien der Zeichnerin und ihren Frühwerken.

### Kinofilm
Am 4. März 1995 kam der 23 Minuten lange Kurzfilm Marmalade Boy Eiga (「映画」ママレード・ボーイ) in die japanischen Kinos. Der Film erzählt Vor- und Nachgeschichte zur Fernsehserie. Er wurde ebenso von Toei Animation mit Regisseur Akinori Yabe produziert sowie ins Englische, Spanische und Italienische übersetzt.

### Fernsehserie
Eine auf dem Manga basierende Fernsehserie mit 30 Folgen wurde 2002 in Taiwan produziert und veröffentlicht. Für die Serie mit dem Titel Júzǐjiāng Nánhái (chinesisch 橘子醬男孩) wurde die Handlung des Mangas jedoch stark abgeändert und viele Figuren treten hier nicht auf.

## Rezeption
Die Fortsetzung Marmalade Boy Little schaffte es mehrfach in die japanischen Manga-Verkaufscharts. So gelangte der erste Band mit 67.000 Verkäufen auf Platz 12, Band 3 erreichte 137.000 verkaufte Exemplare in drei Wochen, die er in den Mangacharts stand, und bei Band 7 waren es noch 59.000 verkaufte Bände in zwei Wochen.
Auch wenn die Geschichte keine Sexszenen zeigt und allgemein eine heitere Atmosphäre herrsche, sei das sich entspinnende Liebesdreieck aufrichtig und ernsthaft, nicht bloß ein leicht lösbares Missverständnis, so Jason Thompson über den Manga. Anders als bei vielen Romanzen seien die beiden Protagonisten erfrischend klug und die Geschichte würde nicht die Intelligenz der Leser beleidigen. Die AnimaniA nennt den Manga „humorvoll, romantisch und schön gezeichnet“. Er sei außer in Japan auch in den USA und Italien erfolgreich gewesen. Die Ausgangssituation sei nicht sehr realitätsnah und das Resultat eine „völlig merkwürdige Beziehungskiste“. Die sich entwickelnde zarte Romanze sei gut und übersichtlich erzählt, biete über das Setting hinaus aber wenig ungewöhnliches. So entsprächen die Protagonisten den üblichen Rollen in diesem Genre und auch die Zeichnungen seien „niedlich und harmonisch“, hebten sich aber nicht ab. Beide Artbooks seien lohnenswert, bei dem zum Anime ist aber zu bedenken, dass es recht textlastig ist.
Laut Anime Encyclopedia war die Animeserie ein unerwarteter Erfolg in Japan. Die daraus folgende längere Laufzeit der Serie und Dehnung der Handlung führe jedoch dazu, dass die anfängliche ungewöhnliche Ausgangslage und der Humor sich bald in endlos erscheinenden Beziehungsdramen verlören. Die Animeserie, so die MangasZene, biete ein breites Spektrum an Liebesdramen und Beziehungsproblemen, die den Zuschauer tatsächlich berühren würden. Vergleichbar mit einer Daily Soap sei die Serie unterhaltsam und könne süchtig machen. Die Musik sei etwas kitschig, passe so aber gut zum Anime. Die AnimaniA nennt die Verfilmung „überaus originalgetreu“ und „sehr gut gelungen“.